# Чарлстон (Мисури)
Чарлстон (енгл. Charleston) град је у америчкој савезној држави Мисури.

## Демографија
По попису из 2010. године број становника је 5.947, што је 1.215 (25,7%) становника више него 2000. године.
| Група             | 2000.         | 2010.         |
| Белци             | 2.493 (52,7%) | 2.777 (46,7%) |
| Афроамериканци    | 2.158 (45,6%) | 3.000 (50,4%) |
| Азијати           | 13 (0,3%)     | 19 (0,3%)     |
| Хиспаноамериканци | 52 (1,1%)     | 106 (1,8%)    |
| Укупно            | 4.732         | 5.947         |